# Montegiordano Marina
Montegiordano Marina este o arie protejată (arie specială de conservare — SAC, sit de importanță comunitară — SCI) din Italia întinsă pe o suprafață de 8,23 ha, integral pe uscat.

## Localizare
Centrul sitului Montegiordano Marina este situat la coordonatele 40°01′40″N 16°36′19″E / 40.027778°N 16.605278°E.

## Înființare
Situl Montegiordano Marina a fost declarat sit de importanță comunitară în septembrie 1995 pentru a proteja 11 specii de animale. Situl a fost protejat și ca arie specială de conservare în iunie 2017.

## Biodiversitate
Situată în ecoregiunea mediteraneană, aria protejată conține 3 habitate naturale: Sarcopoterium spinosum phryganas, Vegetație anuală la limita mareei, Râuri mediteraneene cu debit permanent și vegetație de Glaucium flavum.
La baza desemnării sitului se află mai multe specii protejate de  păsări (11): Apus pallidus, sticlete (Carduelis carduelis), florinte (Chloris chloris), lăstun de casă (Delichon urbicum), ciocârlan (Galerida cristata), rândunică (Hirundo rustica), codobatură galbenă (Motacilla alba), vrabie de câmp (Passer montanus), cănăraș (Serinus serinus), guguștiuc (Streptopelia decaocto), silvie mediteraneană (Sylvia melanocephala)
Pe lângă speciile protejate, pe teritoriul sitului au mai fost identificate 1 specie de plante.